# Herbert C. Brown
Herbert Charles Brown (22. května 1912 Londýn – 19. prosince 2004) byl americký organický chemik, nositel Nobelovy ceny za chemii za rok 1979. Obdržel ji za objev hydroborace a chemii organoboranů.
Narodil se v Londýně v rodině ukrajinských židovských emigrantů z Žitomiru jako Herbert Brovarnik. V roce 1914 se rodina odstěhovala do USA, kde Brown v roce 1936 ukončil bakalářské studium na Chicagské univerzitě a získal občanství. Roku 1937 uzavřel sňatek se Sarah Baylenovou a již roku 1938 získal v Chicagu doktorát. Učil na Wayneské univerzitě v Detroitu a roku 1947 se stal profesorem Purdueově univerzitě, kde setrval až do smrti.